# Punktblodbi
Punktblodbi (Sphecodes puncticeps) är en biart som beskrevs av Thomson 1870. Den ingår i släktet blodbin, och familjen vägbin. Inga underarter finns listade.

## Beskrivning
Punktblodbiet har släktets typiska utseende, med en nästan hårlös kropp som är svart utom på de främre tergiterna, som är röda. Hos honan är tergit 1 röd, ofta svart framtill, tergit 2 helt röd, och tergit 3 röd åtminstone framtill. Hanen har på sin höjd rött på en mindre del av tergit 1 och 3, och rött med ett svart tvärband på tergit 2. Hanen har dessutom en vit, tät behåring i ansiktet. Arten är ett litet bi: Längden är på 5 till 7 mm hos honan, 5 till 6 mm hos hanen.

## Ekologi
Artens livsmiljö är glesbevuxna, torra sandmarker som torrängar, sandtag, betesmarker, militära övningsfält och macchialiknande buskmarker. Som många blodbin har den två generationer: En vårgeneration, som bara består av honor, och flyger mellan april och juli, och en sensommarflygande, som består av både honor och hanar, och flyger mellan juli och september. Födoväxterna är  korgblommiga växter (i synnerhet maskrosor och gråfibbla på våren, och höstfibbla, röllika och kanadensiskt gullris på sensommaren). Sensommargenerationen flyger även till flockblommiga växter (vildmorot, bockrot och bäckmärke).
Arten är ett snyltbi, en boparasit; honan bygger inga egna larvbon, utan lägger sina ägg i bon av olika vildbin. I samband med äggläggningen dödar hon värdägget eller -larven, så hennes avkomma fritt kan leva på det insamlade matförrådet. Värdarterna utgörs framför allt av hedsmalbi  och stäppsmalbi, men även Lasioglossum politum och sandsmalbi har nämnts.

## Utbredning
Punktblodbiet finns i Europa från södra Iberiska halvön, Kreta och Cypern i söder till England, Wales, Sverige och Finland i norr. Utanför Europa finns arten i Egypten, Israel och Iran, samt i Nordafrika och stora delar av övriga Asien. Internationella naturvårdsunionen (IUCN) klassificerar den som livskraftig (LC).
Enligt Finlands Artdatacenter är arten sårbar i Finland, där den har minskat kraftigt. Ursprungligen fanns den från Åland och sydkusten till Egentliga Tavastland och Södra Savolax, men sedan slutet av 1950-talet har den endast påträffats i Nyland och Södra Savolax.
Enligt den svenska rödlistan är arten livskraftig i Sverige, där den framför allt förekommer i Skåne, men även Halland, Blekinge, Gotland, Södermanland och Uppland. Arten har tidigare förekommit på Öland, i Värmland och Östergötland. Ett mindre antal observationer finns från Mälarlandskapen, men Artdatabanken bedömmer att arten är nära att dö ut i Svealand. Även om arten är klassificerad som livskraftig i Sverige, har den alltså minskat. Artdatabanken anger habitatförlust till följd av att glesbevuxna, torra sandmarker växer igen på grund av minskande aktiviteter inom jordbruk och militär verksamhet som främsta orsak. Ökat kvävenedfall och eventuellt även klimatförändringar som leder till ökad nederbörd kan även spela en roll.